# Senones (Vosges)
Senones település Franciaországban, Vosges megyében. Lakosainak száma 2334 fő (2022. január 1.). Senones Celles-sur-Plaine, Ménil-de-Senones, Moyenmoutier, La Petite-Raon és Vieux-Moulin községekkel határos.

## Népesség
A település népessége az elmúlt években az alábbi módon változott:
| Lakosok száma | 2490 | 2474 | 2506 | 2464 | 2439 | 2423 | 2394 | 2364 | 2334 |
|               | 2013 | 2015 | 2016 | 2017 | 2018 | 2019 | 2020 | 2021 | 2022 |